# Éclipse solaire du 10 mai 1994
L'éclipse solaire du 10 mai 1994 est une éclipse annulaire.

## Parcours

Animation de l'éclipse du 10 mai 1994.

L'éclipse annulaire fut visible dans l'océan Pacifique, toucha en premier le Mexique par la péninsule californienne, puis traversa les États-Unis et les provinces canadiennes de l'Ontario et de la Nouvelle-Écosse. Ensuite la bande d'annularité (l'anti-ombre, cône de pénombre inverse) traversa l'Océan Atlantique pour finir sur la partie ouest du Maroc, produisant une éclipse partielle en Europe et au Sahara occidental.
Ce jour-là, le Soleil se couchant dans l'axe de l'Arc de Triomphe de Paris, l'éclipse — partielle — a pu être observée entre les arches du monument. Près de 200 000 personnes ont assisté à ce phénomène exceptionnel.

## Galerie

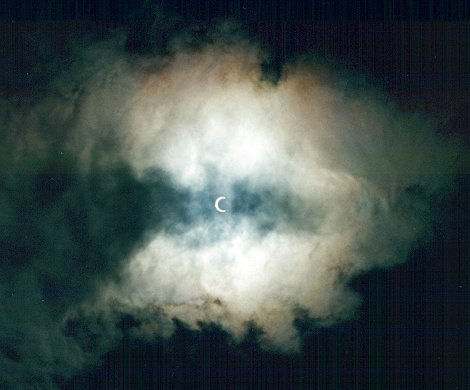
L'éclipse vue depuis Montréal, photographiée au travers des nuages, juste après son maximum.
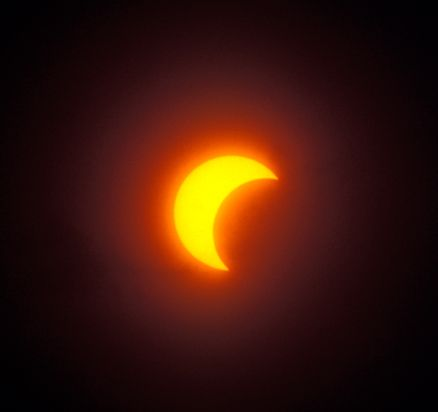
L'éclipse à Bismarck (Dakota du Nord).